# Vinko Bitenc
Vinko Bitenc [vínko bítenc], slovenski pisatelj, pesnik, dramatik in esperantist, * 19. julij 1895, Ljubljana, † 21. julij 1956, Zagreb.

## Življenje
Vse svoje življenje je posvetil pisateljevanju, pesnjenju in dramatiki v slovenskem jeziku in esperantu. Pred drugo svetovno vojno je pisal v otroške liste Zvonček, Mlado jutro, Mladi Slovenec, Grudo, Vrtec in Naš dan, ki ga je dalj časa tudi urejal. Po vojni je sodeloval pri različnih revijah in pisal tudi radijske igre. Med njegovimi deli sta najbolj znani lirična pravljica Zlati čeveljčki, ki so jo priredili tudi za televizijsko predvajanje, ter zelo bran roman za odrasle Sončne pege. Znan je bil tudi bralcem esperantskih revij, ki so objavljale njegova izvirna dela ter njegove prevode slovenskih narodnih in partizanskih pesmi. 

## Dela
- Bajtarjeva hči: Zgodba kmetskega dekleta, Gruda 1932
- Fantovsko sonce: Šaljiva zgodba z resnim poudarkom, Gruda 1934
- Solnčne pege, 1934 (COBISS)
- Zlati čeveljčki, 1935 (COBISS)
- Pastirček Ožbej, 1940 (COBISS)